# Allapoderus niger
Allapoderus niger es una especie de coleóptero de la familia Attelabidae.

## Distribución geográfica
Habita en la India  y en Indonesia.